# Vicariato apostolico di Méndez
Il vicariato apostolico di Méndez (in latino: Vicariatus Apostolicus Mendezensis) è una sede della Chiesa cattolica in Ecuador immediatamente soggetta alla Santa Sede. Nel 2022 contava 140.033 battezzati su 167.715 abitanti. È retto dal vescovo Néstor Montesdeoca Becerra, S.D.B.

## Territorio
Il vicariato apostolico comprende la provincia di Morona Santiago.
Sede del vicariato è la città di Macas, dove si trova la cattedrale della Vergine Purissima di Macas.
Il territorio è suddiviso in 22 parrocchie.

## Storia
Il vicariato apostolico di Méndez e Gualaquiza fu eretto il 17 febbraio 1893, ricavandone il territorio dal vicariato apostolico del Napo.
Il 19 febbraio 1930 si ampliò con il territorio di Macas, già appartenuto alla prefettura apostolica di Canelos (oggi vicariato apostolico di Puyo).
Il 12 aprile 1951 ha assunto il nome attuale per effetto del decreto Cum per conventionem della Sacra Congregazione di Propaganda Fide.

## Cronotassi dei vescovi
Si omettono i periodi di sede vacante non superiori ai 2 anni o non storicamente accertati.
- Giacomo Costamagna, S.D.B. † (18 marzo 1895 - 1919 dimesso)
- Domenico Comin, S.D.B. † (5 marzo 1920 - 17 agosto 1963 deceduto)
- José Félix Pintado Blasco, S.D.B. † (17 agosto 1963 succeduto - 24 gennaio 1981 ritirato)
- Teodoro Luis Arroyo Robelly, S.D.B. † (24 gennaio 1981 - 1º luglio 1993 dimesso)
- Pietro Gabrielli, S.D.B. (1º luglio 1993 - 15 aprile 2008 ritirato)
- Néstor Montesdeoca Becerra, S.D.B., dal 15 aprile 2008

## Statistiche
Il vicariato apostolico nel 2022 su una popolazione di 167.715 persone contava 140.033 battezzati, corrispondenti all'83,5% del totale.
| anno | popolazione | popolazione | popolazione | presbiteri | presbiteri | presbiteri | presbiteri                | diaconi | religiosi | religiosi | parrocchie |
| anno | battezzati  | totale      | %           | numero     | secolari   | regolari   | battezzati per presbitero | diaconi | uomini    | donne     | parrocchie |
| ---- | ----------- | ----------- | ----------- | ---------- | ---------- | ---------- | ------------------------- | ------- | --------- | --------- | ---------- |
| 1950 | 17.000      | 20.000      | 85,0        | 17         |            | 17         | 1.000                     |         | 38        | 36        | 7          |
| 1966 | 26.000      | 32.000      | 81,3        | 36         |            | 36         | 722                       |         | 60        | 67        | 9          |
| 1970 | 31.080      | 43.000      | 72,3        | 36         |            | 36         | 863                       | 1       | 61        | 70        |            |
| 1976 | 38.631      | 49.508      | 78,0        | 34         | 1          | 33         | 1.136                     |         | 56        | 66        | 10         |
| 1980 | 53.800      | 63.500      | 84,7        | 37         | 2          | 35         | 1.454                     |         | 46        | 69        | 11         |
| 1990 | 78.000      | 93.000      | 83,9        | 36         | 3          | 33         | 2.166                     | 3       | 45        | 54        | 33         |
| 1999 | 129.000     | 135.695     | 95,1        | 43         | 4          | 39         | 3.000                     | 9       | 48        | 93        | 71         |
| 2000 | 141.000     | 165.000     | 85,5        | 41         | 5          | 36         | 3.439                     | 9       | 49        | 94        | 71         |
| 2001 | 140.000     | 168.000     | 83,3        | 41         | 6          | 35         | 3.414                     | 9       | 48        | 97        | 72         |
| 2002 | 140.000     | 168.000     | 83,3        | 40         | 6          | 34         | 3.500                     | 12      | 58        | 100       | 73         |
| 2003 | 100.000     | 115.412     | 86,6        | 40         | 6          | 34         | 2.500                     | 13      | 56        | 102       | 70         |
| 2004 | 100.000     | 115.412     | 86,6        | 40         | 6          | 34         | 2.500                     | 13      | 55        | 105       | 73         |
| 2010 | 111.000     | 126.000     | 88,1        | 36         | 10         | 26         | 3.083                     | 15      | 33        | 92        | 70         |
| 2014 | 120.000     | 147.940     | 81,1        | 45         | 17         | 28         | 2.666                     | 11      | 31        | 84        | 21         |
| 2017 | 130.417     | 154.000     | 84,7        | 41         | 15         | 26         | 3.180                     | 12      | 28        | 86        | 21         |
| 2020 | 136.200     | 163.115     | 83,5        | 49         | 21         | 28         | 2.779                     | 18      | 28        | 92        | 23         |
| 2022 | 140.033     | 167.715     | 83,5        | 46         | 18         | 28         | 3.044                     | 20      | 31        | 92        | 22         |